# نچرزی
نچرزی (به لاتین: Necherezy) یک منطقهٔ مسکونی در روسیه است که در آدیغیه واقع شده‌است.